# سندرم‌های پروجروید
سندرم‌های پروجروید یا پروگروید (به انگلیسی: Progeroid syndromes) یا به اختصار PS، گروهی از بیماری‌های ژنتیکی نادری هستند که فرد مبتلا را بسیار مسن‌تر از سنی که دارد، نشان می‌دهد. اصطلاح سندرم پروجروید، الزاماً همان پروجریا نیست. بلکه خود پروجریا نوعی از سندروم پروجروید است.
این سندرم بسیار نادر است و از هر ۸ میلیون نوزاد، تنها یکی به آن مبتلا می‌شود. این سندرم ارثی نیست، یعنی ژن معیوبی در پدر و مادر باعث این بیماری نمی‌شود، بلکه به خاطر یک جهش ژنتیکی اتفاق می‌افتد. افرادی که این سندرم را دارند، نخستین نشانه‌ها را در همان زمان نوزادی با چیزهایی مثل وزن نگرفتن، ابعاد چهره کوچک و فکهای تحلیل رفته بروز می‌دهند. بعداً سندرم خود را به صورت پوست پر چین و چروک، تصلب شریان، نارسایی کلیه، از بین رفتن دید، سفت و سخت شدن پوست در انتهاهای بدن و ریزش موها نشان می‌دهد.
تعداد کمی از این بیماران بیش از ۱۳ سال عمر می‌کنند و ۹۰ درصد آنها در نتیجه حمله قلبی فوت می‌کنند.

## نمونه‌هایی از افراد مبتلا

### افراد
- لیزی ولاسکز، سخنران انگیزشی اهل آمریکا که مبتلا به سندرمی مشابه سندروم‌های پروجروید است. با این حال هنوز ماهیت دقیق بیماری او نامعلوم است. دانشمندان بر این باور هستند که سندروم لیزی ولاسکز شکلی از سندروم‌های پروجروید نوزادان است.

### فیلم
- در داستان مورد عجیب بنجامین باتن که بر اساس آن فیلمی هم ساخته شده، شخصیت اصلی با الهام از بیماری پروجریا خلق شد.
- در فیلم بالیوودی «پا»، آمیتا باچان نقش یک پسر ۱۳ ساله مبتلا به همین بیماری را بازی می‌کند.
- در فیلم سینمایی ژاپنی  Love like the falling petals  شخصیت اصلی زن بیماری پروجروید دارد و موضوع حول محور همین ماجرا می‌گذرد.

### ادبیات
- چارلز دیکنز در یکی از آثار خود به نام خانه متروک شخصیت‌هایی با این بیماری را توصیف کرده است.